# Alexander Island (ö i Australien, Western Australia, lat -28,67, long 113,83)
Alexander Island är en ö i Australien. Den ligger i delstaten Western Australia, omkring 410 kilometer nordväst om delstatshuvudstaden Perth. Arean är 0,15 kvadratkilometer. Den sträcker sig 0,6 kilometer i nord-sydlig riktning, och 0,4 kilometer i öst-västlig riktning.